# Dragutin Drk
Dragutin Drk (Varaždin, 25. rujna 1937. – Varaždin, 8. veljače 2021.) - hrvatski poduzetnik
Rodio se u Varaždinu 25. rujna 1937. godine, gdje je završio i srednju mljekarsku školu. Prvo radno mjesto bilo mu je ono poslovođe u Gradskoj mljekari Varaždin s dvadesetak zaposlenih, na čijim će temeljima kasnije izrasti Vindija. Nakon završetka srednje škole, studirao je ekonomiju uz rad, a 1965. već je bio direktor, a tijekom pretvorbe i privatizacije postao je i vlasnik Vindije.
Od 1993. do 1996. bio je član varaždinskog gradskog vijeća a od 1997. do 2000. zamjenik gradonačelnika.
Dragutin Drk u javnosti i medijima rijetko se pojavljivao, a slovio je kao vrlo samozatajan poduzetnik. Iako se u javnosti percipirao kao konzervativan prilikom investiranja, Drk je bio sklon rizicima, što je pokazao u par navrata kupujući posrnule kompanije koje je ispočetka trebalo postaviti na noge, poput županjske mljekare Novi Domil. Iza sebe je ostavio najveći poslovni sustav u Varaždinu, koji broji više od deset poduzeća i zapošljava gotovo 3.700 ljudi. Vindija je ujedno najveća prehrambena industrija u Hrvatskoj, te brend prepoznatljiv širom Europe i svijeta.